# Pierre Dugac
Pierre Dugac, né le 12 juillet 1926 à Bosanska Dubica, alors en Yougoslavie, maintenant en Bosnie-Herzégovine, et mort le 7 mars 2000 à Paris 5e, était un historien des mathématiques yougoslave puis français. Il est connu pour ses travaux sur l'histoire de l'analyse.

## Biographie
Dugac quitte la Yougoslavie en 1945 pour l’Italie, puis la France, où il se fixe.  Après des études littéraires, il s’oriente vers les mathématiques, soutenant une thèse de 3e cycle sous la direction de Jean-Pierre Kahane en 1963. Il devient assistant de mathématiques en 1964, puis maître-assistant, enfin maître de conférences (jusqu’à sa retraite en 1991) à la Faculté des sciences de Paris, devenue l’université Pierre-et-Marie-Curie. Il est naturalisé français en 1966.
En 1978, sous la direction de Jean Dieudonné, il est le premier à soutenir en France une thèse d’État portant sur l’histoire des mathématiques, plus précisément sur l’histoire des fondements de l’analyse de Cauchy jusqu’à René Baire. Il a mis au jour et édité de nombreux documents originaux des mathématiques du XIXe siècle et du XXe siècle. Dugac a en particulier attiré l’attention des historiens sur l’importance des correspondances pour l’histoire des sciences récentes. Comme historien des mathématiques, il s’est particulièrement intéressé au développement de la rigueur, en premier lieu chez les mathématiciens français, comme Henri Lebesgue, Émile Borel, Arnaud Denjoy et René Baire, à l’histoire de notions fondamentales comme celles de limite ou d’ensemble, et à l'histoire de théorèmes d'analyse, comme celui des accroissements finis.
Il a  dirigé le séminaire d’histoire des mathématiques de l’Institut Henri-Poincaré, à Paris, de 1977 à 1988, publiant à partir de 1980 les Cahiers du séminaire. Ces Cahiers contiennent à la fois des articles de recherche originaux et de nombreuses éditions de documents et de correspondances ; ils sont à l’origine de la Revue d'histoire des mathématiques, lancée en 1995.
En 1990, Dugac a été élu membre correspondant de l’Académie des sciences ; il a été Secrétaire général du Comité national français d'histoire et de philosophie des sciences en 1985 et 1986. Il était  aussi membre de l’Académie internationale d’histoire des sciences.

## Publications
- Pierre Dugac, « Éléments d’analyse de Karl Weierstrass », Archive for History of Exact Sciences, vol. 10,‎ 1973, p. 41–176.
- Pierre Dugac, « Des correspondances mathématiques des XIXe et XXe siècles », Revue de synthèse, 3e série, vol. 97, nos 81–82,‎ 1976, p. 149–170.
- Pierre Dugac, Richard Dedekind et les fondements de la mathématique, Paris, Vrin, coll. « Travaux de l’Académie internationale d’histoire des sciences » (no 24), 1976, 334 p.
- Pierre Dugac, « Fondements de l’analyse », dans Jean Dieudonné, Abrégé d’histoire des mathématiques (1700–1900), vol. 1, Paris, Hermann, 1978, p. 335–392. Nouvelle édition mise à jour, 1986, p. 237–291 ; traduit en allemand : Geschichte der Mathematik 1700–1900, Braunschweig : Vieweg, 1985, p. 359–421 ; traduit en japonais, Tokyo : Iwanami Shoten, 1985.
- Pierre Dugac, « Histoire du théorème des accroissements finis », Archives internationales d’histoire des sciences, vol. 30,‎ 1980, p. 86–101.
- Pierre Dugac, Jean Dieudonné, mathématicien complet, Paris, Gabay, 1995, 156 p. (ISBN 2-87647-156-6)
- Pierre Dugac (préf. Jean-Pierre Kahane), Histoire de l'analyse : autour de la notion de limite et de ses voisinages, Paris, Vuibert, 2003, 419 p. (ISBN 2-7117-5311-5)